# Campeonato dos Quatro Continentes de Patinação Artística no Gelo de 2015
O Campeonato dos Quatro Continentes de Patinação Artística no Gelo de 2015 foi a décima sétima edição da competição, um evento anual de patinação artística no gelo organizado pela União Internacional de Patinação (em inglês:  International Skating Union) onde os patinadores artísticos competem pelo título de campeão dos quatro continentes. Os quatro continentes do nome da competição se referem às Américas, África, Ásia e Oceania. A competição foi disputada entre os dias 9 de fevereiro e 15 de fevereiro, na cidade de Seul, Coreia do Sul.

## Eventos
- Individual masculino
- Individual feminino
- Duplas
- Dança no gelo

## Medalhistas
| Evento                        | Ouro                                   | Prata                                       | Bronze                                           |
| Individual masculino detalhes | Denis Ten · Cazaquistão                | Joshua Farris · Estados Unidos              | Yan Han · China                                  |
| Individual feminino detalhes  | Polina Edmunds · Estados Unidos        | Satoko Miyahara · Japão                     | Rika Hongo · Japão                               |
| Duplas detalhes               | Meagan Duhamel · Eric Radford · Canadá | Peng Cheng · Zhang Hao · China              | Pang Qing · Tong Jian · China                    |
| Dança no gelo detalhes        | Kaitlyn Weaver · Andrew Poje · Canadá  | Madison Chock · Evan Bates · Estados Unidos | Maia Shibutani · Alex Shibutani · Estados Unidos |

## Resultados

### Individual masculino
| Pos.                                                  | Nome               | Nacionalidade  | Pontos | PC         | PL          |
| ----------------------------------------------------- | ------------------ | -------------- | ------ | ---------- | ----------- |
| Medalha de ouro                                       | Denis Ten          | Cazaquistão    | 289.46 | 97.61 (1)  | 191.85 (1)  |
| Medalha de prata                                      | Joshua Farris      | Estados Unidos | 260.01 | 84.29 (5)  | 175.72 (2)  |
| Medalha de bronze                                     | Yan Han            | China          | 259.47 | 87.34 (3)  | 172.13 (4)  |
| 4                                                     | Daisuke Murakami   | Japão          | 256.47 | 82.86 (6)  | 173.61 (3)  |
| 5                                                     | Shoma Uno          | Japão          | 256.45 | 88.90 (2)  | 167.55 (5)  |
| 6                                                     | Jason Brown        | Estados Unidos | 243.21 | 75.86 (9)  | 167.35 (6)  |
| 7                                                     | Takahito Mura      | Japão          | 235.75 | 84.88 (4)  | 150.87 (7)  |
| 8                                                     | Misha Ge           | Uzbequistão    | 226.20 | 82.25 (7)  | 143.95 (9)  |
| 9                                                     | Wang Yi            | China          | 214.76 | 72.83 (10) | 141.93 (11) |
| 10                                                    | Adam Rippon        | Estados Unidos | 212.30 | 68.37 (12) | 143.93 (10) |
| 11                                                    | Nam Nguyen         | Canadá         | 209.33 | 63.78 (14) | 145.55 (8)  |
| 12                                                    | Jeremy Ten         | Canadá         | 207.75 | 77.09 (8)  | 130.66 (14) |
| 13                                                    | Ronald Lam         | Hong Kong      | 202.81 | 63.89 (13) | 138.92 (12) |
| 14                                                    | Liam Firus         | Canadá         | 199.81 | 70.21 (11) | 129.60 (16) |
| 15                                                    | Kim Jin-seo        | Coreia do Sul  | 199.64 | 61.53 (17) | 138.11 (13) |
| 16                                                    | Denis Margalik     | Argentina      | 191.25 | 60.81 (18) | 130.44 (15) |
| 17                                                    | Brendan Kerry      | Austrália      | 181.25 | 63.23 (16) | 118.02 (18) |
| 18                                                    | Lee June-hyoung    | Coreia do Sul  | 180.06 | 63.35 (15) | 116.71 (19) |
| 19                                                    | Chih-I Tsao        | Taipé Chinesa  | 178.46 | 55.27 (21) | 123.19 (17) |
| 20                                                    | Abzal Rakimgaliev  | Cazaquistão    | 168.10 | 57.54 (19) | 110.56 (20) |
| 21                                                    | Guan Yuhang        | China          | 162.51 | 54.99 (22) | 107.52 (21) |
| 22                                                    | Julian Zhi Jie Yee | Malásia        | 157.35 | 57.02 (20) | 100.00 (22) |
| 23                                                    | Byun Se-jong       | Coreia do Sul  | 154.20 | 54.20 (23) | 100.00 (23) |
| 24                                                    | Harry Hau Yin Lee  | Hong Kong      | 134.10 | 51.10 (24) | 83.00 (24)  |
| Não avançaram para a patinação livre / programa longo |                    |                |        |            |             |
| 25                                                    | Andrew Dodds       | Austrália      | —      | 46.91 (25) |             |
| 26                                                    | Jui-Shu Chen       | Taipé Chinesa  | —      | 44.48 (26) |             |

### Individual feminino
| Pos.              | Nome                       | Nacionalidade  | Pontos | PC         | PL          |
| ----------------- | -------------------------- | -------------- | ------ | ---------- | ----------- |
| Medalha de ouro   | Polina Edmunds             | Estados Unidos | 184.02 | 61.03 (4)  | 122.99 (1)  |
| Medalha de prata  | Satoko Miyahara            | Japão          | 181.59 | 64.84 (1)  | 116.75 (2)  |
| Medalha de bronze | Rika Hongo                 | Japão          | 177.44 | 61.28 (3)  | 116.16 (3)  |
| 4                 | Gracie Gold                | Estados Unidos | 176.58 | 62.67 (2)  | 113.91 (5)  |
| 5                 | Zijun Li                   | China          | 175.92 | 60.28 (5)  | 115.64 (4)  |
| 6                 | Yuka Nagai                 | Japão          | 168.09 | 56.94 (7)  | 111.15 (8)  |
| 7                 | Gabrielle Daleman          | Canadá         | 167.09 | 55.25 (8)  | 111.84 (6)  |
| 8                 | Samantha Cesario           | Estados Unidos | 166.76 | 54.95 (9)  | 111.81 (7)  |
| 9                 | So Youn Park               | Coreia do Sul  | 163.75 | 53.47 (10) | 110.28 (9)  |
| 10                | Alaine Chartrand           | Canadá         | 161.22 | 58.50 (6)  | 102.72 (10) |
| 11                | Hae Jin Kim                | Coreia do Sul  | 147.30 | 51.41 (11) | 95.89 (12)  |
| 12                | Kailani Craine             | Austrália      | 142.16 | 47.91 (12) | 94.25 (13)  |
| 13                | Song Joo Chea              | Coreia do Sul  | 139.09 | 42.16 (15) | 96.93 (11)  |
| 14                | Veronik Mallet             | Canadá         | 130.15 | 42.92 (13) | 87.23 (14)  |
| 15                | Melissa Bulanhagui         | Filipinas      | 126.32 | 41.67 (16) | 84.65 (15)  |
| 16                | Alisson Krystle Perticheto | Filipinas      | 115.87 | 41.63 (17) | 74.24 (16)  |
| 17                | Brooklee Han               | Austrália      | 114.02 | 40.68 (18) | 73.34 (17)  |
| 18                | Isadora Williams           | Brasil         | 113.96 | 42.68 (14) | 71.28 (18)  |
| 19                | Reyna Hamui                | México         | 105.94 | 39.93 (19) | 66.01 (19)  |

### Duplas
| Pos.              | Nome                                    | Nacionalidade  | Pontos | PC         | PL         |
| ----------------- | --------------------------------------- | -------------- | ------ | ---------- | ---------- |
| Medalha de ouro   | Meagan Duhamel / Eric Radford           | Canadá         | 219.48 | 75.67 (1)  | 143.81 (1) |
| Medalha de prata  | Peng Cheng / Zhang Hao                  | China          | 201.45 | 69.81 (2)  | 131.64 (3) |
| Medalha de bronze | Pang Qing / Tong Jian                   | China          | 199.99 | 66.87 (4)  | 133.12 (2) |
| 4                 | Sui Wenjing / Han Cong                  | China          | 198.88 | 69.19 (3)  | 129.69 (4) |
| 5                 | Alexa Scimeca / Chris Knierim           | Estados Unidos | 187.98 | 63.54 (5)  | 124.44 (5) |
| 6                 | Lubov Iliushechkina / Dylan Moscovitch  | Canadá         | 173.50 | 60.13 (6)  | 113.37 (6) |
| 7                 | Haven Denney / Brandon Frazier          | Estados Unidos | 167.57 | 56.98 (9)  | 110.59 (7) |
| 8                 | Tarah Kayne / Daniel O'Shea             | Estados Unidos | 166.67 | 57.91 (8)  | 108.76 (8) |
| 9                 | Kirsten Moore-Towers / Michael Marinaro | Canadá         | 160.70 | 59.30 (7)  | 101.40 (9) |
| 10                | Narumi Takahashi / Ryuichi Kihara       | Japão          | 132.84 | 45.63 (10) | 87.21 (10) |

### Dança no gelo
| Pos.              | Nome                              | Nacionalidade  | Pontos | DC         | DL         |
| ----------------- | --------------------------------- | -------------- | ------ | ---------- | ---------- |
| Medalha de ouro   | Kaitlyn Weaver / Andrew Poje      | Canadá         | 177.46 | 68.31 (3)  | 109.15 (1) |
| Medalha de prata  | Madison Chock / Evan Bates        | Estados Unidos | 176.18 | 70.38 (1)  | 105.80 (2) |
| Medalha de bronze | Maia Shibutani / Alex Shibutani   | Estados Unidos | 170.79 | 69.65 (2)  | 101.14 (3) |
| 4                 | Piper Gilles / Paul Poirier       | Canadá         | 162.25 | 63.45 (4)  | 98.80 (4)  |
| 5                 | Kaitlin Hawayek / Jean-Luc Baker  | Estados Unidos | 149.98 | 58.31 (6)  | 91.67 (5)  |
| 6                 | Alexandra Paul / Mitchell Islam   | Canadá         | 149.92 | 61.34 (5)  | 88.58 (6)  |
| 7                 | Wang Shiyue / Liu Xinyu           | China          | 130.95 | 48.71 (7)  | 82.24 (7)  |
| 8                 | Emi Hirai / Marien de la Asuncion | Japão          | 122.67 | 47.80 (8)  | 74.87 (8)  |
| 9                 | Rebeka Kim / Kirill Minov         | Coreia do Sul  | 120.76 | 46.54 (9)  | 74.22 (9)  |
| 10                | Zhao Yue / Zheng Xun              | China          | 115.12 | 43.59 (10) | 71.53 (10) |
| 11                | Pilar Maekawa / Leonardo Maekawa  | México         | 106.27 | 40.86 (12) | 65.41 (11) |
| 12                | Karina Uzurova / Ilias Ali        | Cazaquistão    | 102.54 | 39.84 (13) | 62.70 (12) |
| WD                | Zhang Yiyi / Wu Nan               | China          | —      | 42.54 (11) | — (WD)     |

## Quadro de medalhas
| Ordem | País           | Medalha de ouro | Medalha de prata | Medalha de bronze |    | Ordem por total |
| ----- | -------------- | --------------- | ---------------- | ----------------- | -- | --------------- |
| 1     | Canadá         | 2               |                  |                   | 2  | 3               |
| 2     | Estados Unidos | 1               | 2                | 1                 | 4  | 1               |
| 3     | Cazaquistão    | 1               |                  |                   | 1  | 5               |
| 4     | China          |                 | 1                | 2                 | 3  | 2               |
| 5     | Japão          |                 | 1                | 1                 | 2  | 3               |
| TOTAL | TOTAL          | 4               | 4                | 4                 | 12 | —               |